# Gesnes-le-Gandelin
Gesnes-le-Gandelin är en kommun i departementet Sarthe i regionen Pays de la Loire i nordvästra Frankrike. Kommunen ligger i kantonen Saint-Paterne som tillhör arrondissementet Mamers. År 2022 hade Gesnes-le-Gandelin 889 invånare.

## Befolkningsutveckling
Antalet invånare i kommunen Gesnes-le-Gandelin
| Referens: INSEE |